# 巨影都市
《巨影都市》是Granzella开发并由万代南梦宫娱乐发行在PlayStation 4平台上的生存类动作冒险游戏。游戏是《绝体绝命都市》系列制作人九条一马离开Irem成立Granzella后的第一款游戏，故本作也被看作是《绝体绝命都市》的精神续作。在游戏中，玩家需要从各个著名的特攝和科幻作品中的怪兽、巨型机器人等战斗场景中全力脱身逃命。而借助万代南梦宫的IP版权，像《奥特曼》、《哥斯拉》、《卡美拉》、《机动警察》、《新世纪福音战士》的作品中的知名战斗场景都能在游戏中体现。
游戏最初在2015年公布，在2016年2月正式公布；当时为PlayStation 4和PlayStation Vita双平台，但之后VIta平台取消开发。游戏于2017年10月19日在日本地区发售。